# Flughafen Tozeur-Nefta

i8
i11
i13
Der Tozeur-Nefta International Airport (französisch Aéroport International de Tozeur–Nefta, arabisch مطار توزر نفطة الدولي, IATA-Code: TOE, ICAO-Code: DTTZ) ist der internationale Flughafen der tunesischen Städte Tozeur und Nefta. Er liegt in der Wüste und hat eine Parkfläche von fünf Hektar, auf denen 13 Flugzeuge abgestellt werden können. Am Platz befindet sich ein Fahrzeug der Flughafenfeuerwehr.

## Fluggesellschaften und Ziele
Hauptsächlich fliegen Tozeur-Nefta nationale Fluggesellschaften wie zum Beispiel Tunisair Express an. Tunisair Express fliegt fünf Mal die Woche mit einer AT7 von und nach Tunis (Flugnummer UG31/UG30). Stand April 2025 
Auch internationaler Luftverkehr wird hier abgewickelt. Eine internationale Route von und nach Paris Orly Airport wird zweimal wöchentlich von Transavia France mit Hilfe einer Boeing 737-800 (73H) durchgeführt (Flugnummer TO6009/TO6008). Stand April 2025